# برز رفیع‌آباد
برز رفیع‌آباد، روستایی در دهستان روداب شرقی بخش روداب شهرستان نرماشیر در استان کرمان ایران است.

## جمعیت
بر پایه سرشماری عمومی نفوس و مسکن در سال ۱۳۹۵، جمعیت این روستا برابر با ۲۵۷ نفر (۷۹ خانوار) بوده‌است.